# Jodi Elkington-Jones

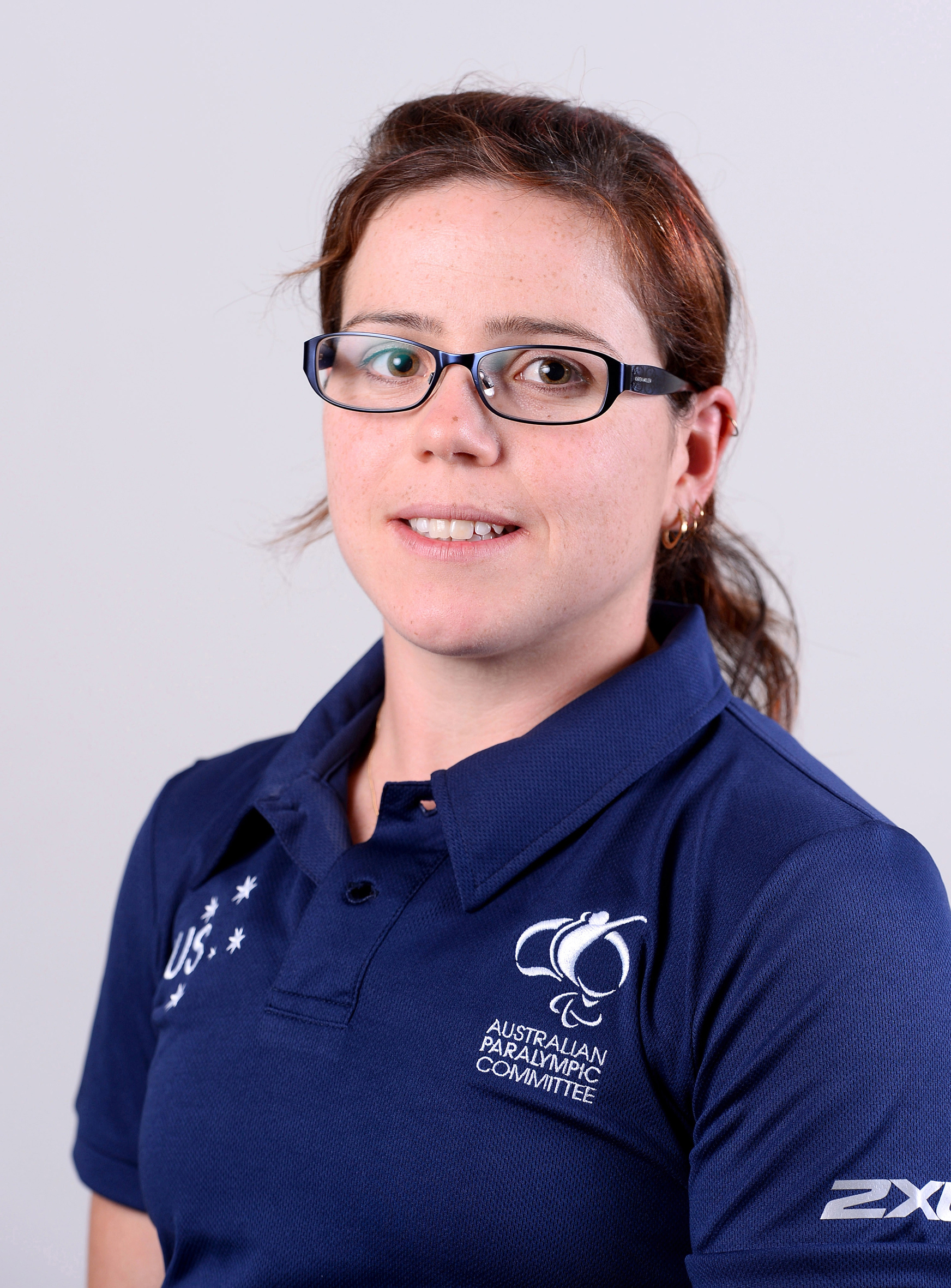
Jodi Elkington

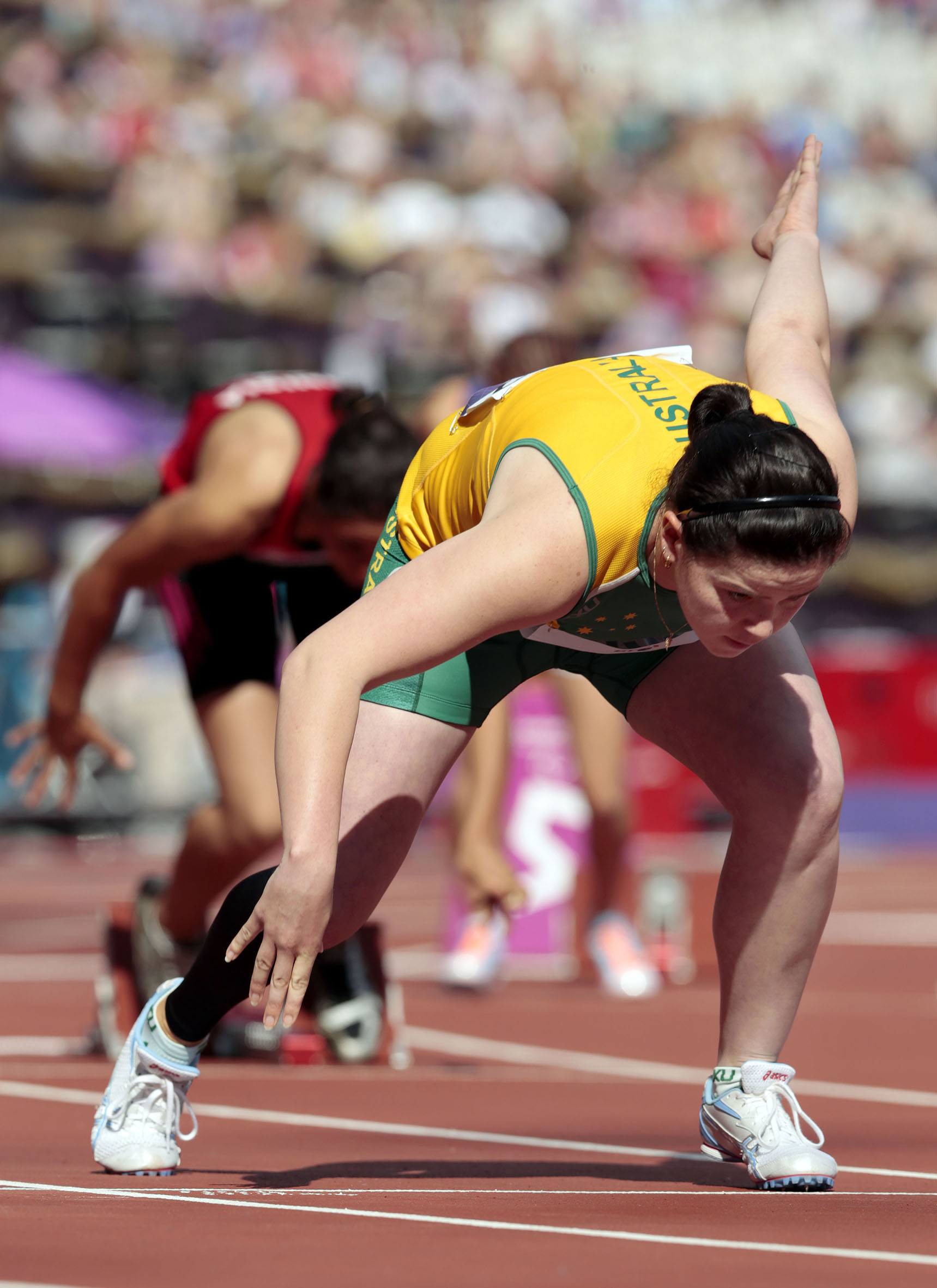
Jodi Elkington bei den 2012 Summer Paralympic Games in London

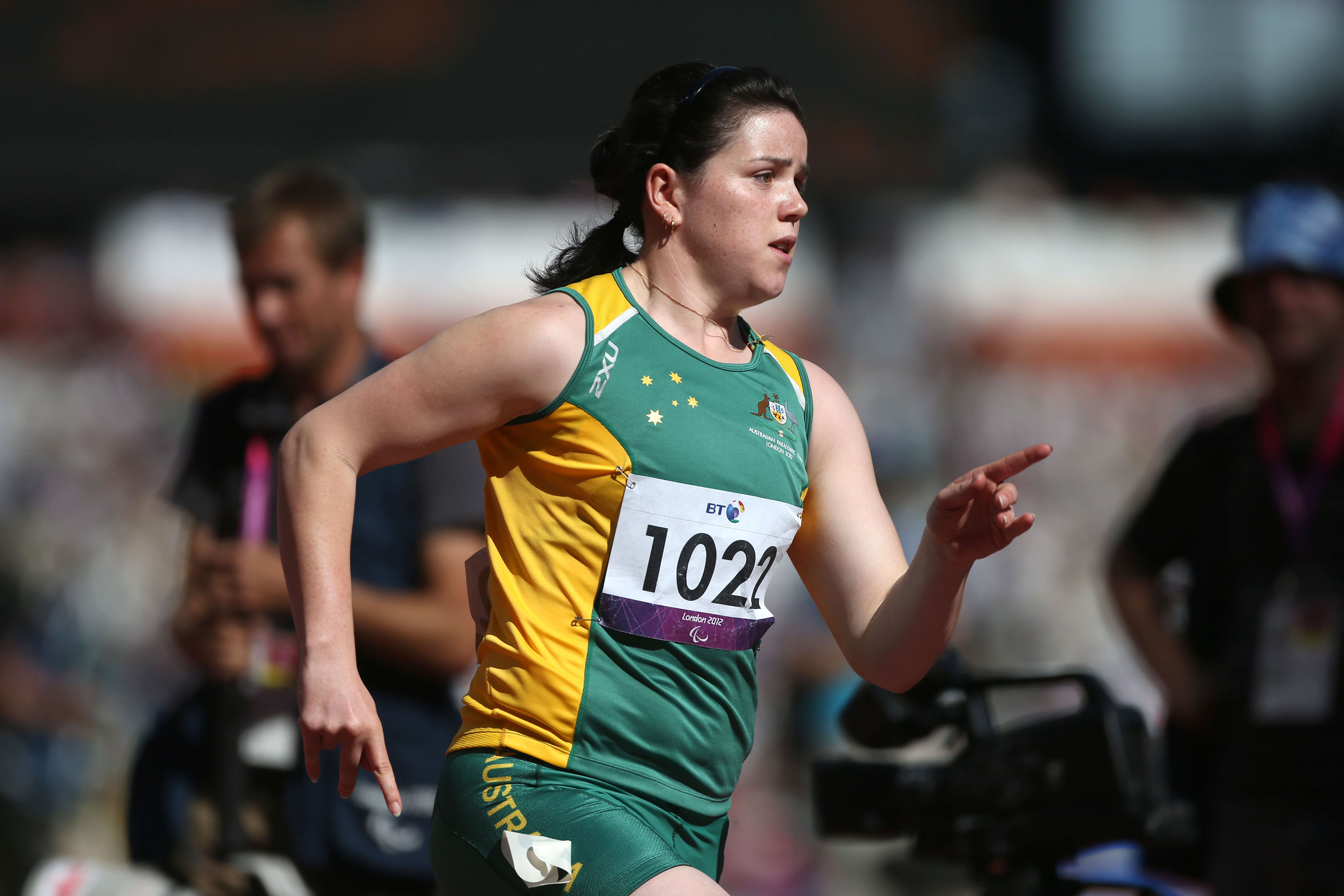
Jodi Elkington bei den 2012 Summer Paralympic Games in London

 Jodi Elkington (* 17. Mai 1993 in Wodonga, Victoria, Australien) ist eine australische Leichtathletin. Sie vertrat Australien bei den Sommer-Paralympics 2012 und nahm auch an zwei Commonwealth Games teil und gewann 2014 Gold im F37/38-Weitsprung. Sie vertrat Australien bei den Sommer-Paralympics 2016 in Rio de Janeiro in der Leichtathletik.

## Leben
Elkington ist auf der rechten Körperseite in ihrer Beweglichkeit beeinträchtigt durch Zerebralparese, welche im Alter von achtzehn Monaten bei ihr diagnostiziert wurde. Sie besuchte die Wodonga South Primary School und erwarb danach als Stipendiatin des New South Wales Institute of Sport einen Abschluss in Personal Training und körperlicher Fitness. 2015 heiratete sie Warrick Jones.
In der sechsten Klasse engagierte sie sich zum ersten Mal im paralympischen Sport und vertrat Victoria auf Landesebene für drei Jahre im Schwimmsport. Sie musste aber nach Verletzungen an ihrem rechten Ellenbogen das Schwimmen aufgeben.
Nach einer Australian-Paralympic-Talentsuche 2007 begann sie in der Para-Leichtathletik zu trainieren. Sie wurde Mitglied von Wodonga Athletics Track und wurde 2008 ausgewählt, Victoria bei den Pacific School Games in Canberra zu vertreten. Sie wurde als T37-Athletin klassifiziert, die in 100-m-, 200-m- und Weitsprung-Wettbewerben antritt.
2010 vertrat sie Australien erstmals bei den Commonwealth Games in Delhi, Indien. Im T37-100-m-Rennen wurde sie mit einer Zeit von 15,08 Vierte. Sie war Australiens einzige Elitesportlerin mit einer Behinderung bei den Spielen und hatte dort gesundheitliche Probleme im Zusammenhang mit dem Essen. Nach den Spielen wechselte sie zum Australian Institute of Sport (AIS) in Canberra, um bei Iryna Dvoskina zu trainieren.
Bei den australischen Leichtathletik-Meisterschaften 2011 wurde sie Zweite über 200 m. 2011 vertrat sie Australien bei den Weltmeisterschaften des Internationalen Paralympischen Komitees in Neuseeland, wobei ihr bestes Ergebnis der vierte Platz im 400 m T37 der Frauen war. Dann konzentrierte sie ihr Training auf die Paralympics in London 2012, wo sie über 400 m Sechste und in ihrer T35–38-4 × 100-m-Zerebralparese-Staffel den vierten Platz belegte. Nach den Paralympics in London gab sie die Leichtathletik für kurze Zeit auf. 2014 gewann sie den nationalen Titel in Melbourne, was ihr die Auswahl für die Commonwealth Games 2014 in Glasgow verschaffte. Bei den Commonwealth Games 2014 in Glasgow gewann sie die Goldmedaille im T37/38-Para-Weitsprung der Frauen.
2015 wurde sie bei den IPC Leichtathletik-Weltmeisterschaften in Doha, Katar, Fünfte im Weitsprung T37 der Frauen und Zwölfte im 100 m T37 der Frauen. Bei den Sommer-Paralympics 2016/Leichtathletik in Rio de Janeiro gewann sie die Bronzemedaille im Weitsprung T37 der Frauen mit einem Sprung von 4,30 m.

## Ehrungen
- 2013: Albury Young Sports Achiever of the Year in New South Wales, Australien